# The Meligrove Band
The Meligrove Band is een Canadese indierockband uit Toronto en bestaat uit Jason Nunes op zang, gitaar en piano, Darcy Rego op zang en drums, Brian O'Reilly op gitaar en synthesizer en Michael Small op basgitaar.

## Bezetting
Huidige bezetting
- Jason Nunes (zang, gitaar, piano)
- Darcy Rego (zang, drums)
- Michael Small (basgitaar)
- Brian O'Reilly (gitaar, synthesizer)

Voormalige leden
- Rick Gomes
- Andrew Scott

## Geschiedenis
De band werd geformeerd in 1997 in Mississauga opgericht door Nunes, Small en Rego, toen de drie de Father Michael Goetz Secondary School in Mississauga bijwoonden. Hun eerste openbare optreden was in maart 1998 in Club Shanghai in Toronto. De band nam in mei 1998 een demo-cassette en het eerste album Stars & Guitars op en werd in april 2000 door Ductape Records uitgebracht. De oorspronkelijke drummer Rick Gomes vertrok in juni 2001 en de band werd een trio (met zanger-gitarist Rego permanent op drums) tot het uitbrengen van hun tweede album Let It Grow bij Endearing Records in oktober 2002. Het album toonde een verschuiving naar een meer georkestreerd geluid.
Andrew Scott kwam in oktober 2002, maanden voordat zijn voormalige band Femme Fatale stopte met toeren. Scotts bandleden in Femme Fatale waren Sebastien Grainger en Jesse F. Keeler, die later samen speelden als Death from Above in 1979. Hoewel het geluid van The Meligrove Band door sommige Canadese critici met Sloan wordt vergeleken, is Scott niet dezelfde persoon als Andrew Scott van Sloan. Zijn laatste show als lid van de band was in september 2007 in Londen, maar sindsdien is hij af en toe bij hen te gast geweest. In 2003 verschenen Nunes, Small en Rego in de videoclip Come On Teacher van Emergency van Joel Plaskett, waarin ze de middelbare schoolgroep van Plaskett speelden. In 2004 verscheen de band als zichzelf in een aflevering van de tienercomedy Radio Free Roscoe.
Begin 2005 speelde Small kort met Jessie Stein en Owen Pallett in SS Cardiacs, een voorganger van The Luyas. In de zomer van 2005 werd The Meligrove Band de eerste Canadese band die bij V2 Records tekende. In 2006 bracht het label hun album Planets Conspire uit in het Verenigd Koninkrijk, Canada, Taiwan, Scandinavië en Finland. Planets Conspire werd genoemd als Rough Trade Shops «Album of the Month» voor april 2006 en in Canada bereikte het #2 in de nationale radiohitlijsten van de campus. Dat jaar toerde de band in het westen van Canada. Het album Shimmering Lights van 2010 van de band werd in september 2010 uitgebracht door Nevado Records in Canada en Last Gang Records in de Verenigde Staten en bereikte eind oktober #1 bij CBC Radio 3. Het album verscheen ook in de !Earshot National Top 50 hitlijst.
De documentaire Ages & Stages: The Story of the Meligrove Band werd uitgebracht in de zomer van 2012. De film bevat interviews met ongeveer 40 andere Canadese bands en persoonlijkheden uit de muziekindustrie, waaronder Joel Plaskett, Tokyo Police Club, Born Ruffians, Fucked Up, The Arkells, The Most Serene Republic en Sebastien Grainger. Het nummer Bones Attack!!  van The Meligrove Band werd gebruikt als themalied voor het tv-programma The Basketball Jones. Hun vijfde album Bones of Things werd in november 2014 uitgebracht. De band stopte met toeren in 2015 en speelde hun laatste optreden in Lee's Palace in Toronto in november 2017.

## Discografie

### Albums
- 2000: Stars & Guitars (Ductape Records)
- 2002: Let It Grow (Endearing Records)
- 2006: Planets Conspire (V2 Records /We Are Busy Bodies)
- 2010: Shimmering Lights (Last Gang Records / Nevado Records)
- 2014: Bones of Things (We Are Busy Bodies)

### 7" singles
- 2006: Everyone's a Winner\Kingfisher Demo (V2 Records; alleen Verenigd Koninkrijk)
- 2010: Halflight/Super VGF (Nevado Records; alleen Canada)

### Ep's
- 2013: Remixes I: Stay Hard (independent)

### Cassettes
- 1998: The Meligrove Band EP (independent)

### Compilaties
- 1999: Music to Fall Asleep By (Ductape Records)
- 2001: Songs in Motion (Hasil Records)
- 2003: Underpin Collective No. 1 (Underpin Collective)
- 2003: Recordings from CKLN-FM's Wired for Sound, 2001-2002 (My Mean Magpie)
- 2003: Food for Thought vol. 1 (The Food and Shelter Project)
- 2004: Function Magazine (Ryerson University School of Image Arts)
- 2005: Queen Aritzia (M1 Group)
- 2006: Doormat Records Remembers the Low-Five (Doormat Records)
- 2006: Brit Rock Best (een collectie V2 Records artiesten, uitgebracht alleen bij South Korea)
- 2007: Friends in Bellwoods (Out of This Spark)
- 2007: Everything's Gone Green originele soundtrack (Lakeshore Records)
- 2008: Songs for the Gang: Thrush Hermit Tribute (Gooseberry Records)
- 2011: Last Gang Records: The Collector's Edition, Volume 7 (Last Gang Records)